# Nada Kareš Richter

Nada Kareš Richter (Bjelovar, 10. listopada 1926. –?, 22. travnja 2014.) bila je hrvatska glumica i kulturna djelatnica.
Rodila se u Bjelovaru, 10. listopada 1926. godine. U djetinjstvu je živjela u Gajevoj ulici u središtu Bjelovara u isto vrijeme kada su u toj ulici živjeli i pjevač Ivo Robić, kipar Vojin Bakić te Veljko Milojević, koji je napravio filmsku karijeru u Francuskoj pod imenom Charles Millot. Svi su u to vrijeme bili mladi i neafirmirani.
Polazila je i završila Zemaljsku glumačku školu u Zagrebu kao studentica prve generacije te tada nove škole, koja je bila preteča Akademije dramske umjetnosti u Zagrebu. S njom su studirali i: Pero Kvrgić, Sven Lasta, Nela Eržišnik i dr.
Udala se za arhitekta Vjenceslava Richtera 1950. godine, koji je jedan od najpoznatijih hrvatskih arhitekata 20. stoljeća.
Radila je u Dramskom kazalištu Gavella, gotovo od njegovog osnutka. Glumila je u pet kazališnih predstava od 1954. do 1956. godine: "Krvavi svatovi", "Don Juan", "Sedam godina vjernosti", "Kako vam drago" i "Za Lukreciju". Sama se povukla iz glumačkog života i pratila supruga Vjenceslava Richtera u njegovom radu i putovanjima.
„Zbirka Vjenceslava Richtera i Nade Kareš Richter” nalazi se na Vrhovcu 38 u Zagrebu u jednokatnoj obiteljskoj vili koju je sagradio prema vlastitom projektu Vjenceslav Richter krajem pedesetih godina 20. stoljeća. Supružnici su poklonili Gradu Zagrebu umjetničke radove i obiteljsku kuću 30. prosinca 1980. godine s ciljem širenja kulturnih sadržaja izvan gradskog centra, obogaćivanja kulturne ponude Zagreba novim sadržajem s posebnim naglaskom na rad s mladim umjetnicima te osobito lokalnom zajednicom, što je s vremenom vrlo uspješno zaživjelo.